# Matteo Fabbro
Matteo Fabbro (Udine, 10 april 1995) is een Italiaanse wielrenner.

## Carrière
Als junior werd Fabbro in 2013 zesde in het eindklassement van de Ronde van Lunigiana. Later die maand won hij het bergklassement in de Ronde van Basilicata, met een voorsprong van vier punten op Igor Koeznetsov.
In 2016 werd Fabbro, met een achterstand van 46 seconden op Egan Bernal, derde in het eindklassement van de Ronde van Bihor. In augustus van dat jaar werd hij dertiende in de door David Gaudu gewonnen Ronde van de Toekomst. In 2017 was hij de beste in de klimproloog van de Ronde van de Aostavallei, waar Pavel Sivakov negen seconden langzamer was. De leiderstrui die hij daaraan overhield raakte hij een dag later kwijt aan Giovanni Carboni. Later dat jaar werd hij onder meer vijfde in de GP di Poggiana, zeventiende in het eindklassement van de Ronde van de Toekomst, tiende in de Raiffeisen Grand Prix en vierde in de Ruota d'Oro.

## Overwinningen
2013
Bergklassement Ronde van Basilicata
2017
Proloog Ronde van de Aostavallei

## Resultaten in voornaamste wedstrijden
| Jaar | Ronde van Italië | Ronde van Frankrijk | Ronde van Spanje |
| ---- | ---------------- | ------------------- | ---------------- |
| 2018 |                  |                     |                  |
| 2019 |                  |                     | 54e              |
| 2020 | 23e              |                     |                  |
| 2021 | 32e              |                     |                  |
| 2022 |                  |                     | 54e              |
| 2023 |                  |                     |                  |
| 2024 | 94e              |                     |                  |

| Jaar | Luik-Bast.‑Luik | Ronde van Lombardije | Waalse Pijl | Clásica San Sebastián |
| ---- | --------------- | -------------------- | ----------- | --------------------- |
| 2018 |                 |                      | opgave      | 71e                   |
| 2019 |                 | opgave               |             |                       |
| 2020 |                 |                      |             |                       |
| 2021 | 127e            | 68e                  |             | opgave                |
| 2022 |                 | 22e                  |             | opgave                |
| 2023 |                 |                      |             | 69e                   |
| 2024 |                 | opgave               |             |                       |

### Resultaten in kleinere rondes
| Jaar | Tirreno-Adriatico | Ronde van Catalonië | Ronde van Romandië | Ronde van Californië | Critérium du Dauphiné | Ronde van Zwitserland | Ronde van Turkije | Ronde van Polen |
| ---- | ----------------- | ------------------- | ------------------ | -------------------- | --------------------- | --------------------- | ----------------- | --------------- |
| 2018 |                   | opgave              | 51e                | 22e                  | 90e                   |                       | 8e                |                 |
| 2019 |                   | 71e                 |                    | 58e                  |                       | 26e                   |                   | 14e             |
| 2020 | 29e               |                     |                    |                      |                       |                       |                   |                 |
| 2021 | 5e                |                     |                    |                      |                       | 22e                   |                   | opgave          |
| 2022 | 61e               |                     |                    |                      | 48e                   |                       |                   |                 |
| 2023 |                   | 69e                 |                    |                      |                       | 47e                   |                   |                 |

## Ploegen
- 2018 –  Team Katjoesja Alpecin
- 2019 –  Team Katjoesja Alpecin
- 2020 –  BORA-hansgrohe
- 2021 –  BORA-hansgrohe
- 2022 –  BORA-hansgrohe
- 2023 –  BORA-hansgrohe
- 2024 –  Polti-Kometa
- 2025 –  Team Solution Tech-Vini Fantini (vanaf 18-6)

Belkov · Biermans · Boswell · Cras · Dowsett · Fabbro · Gonçalves · Haas · Haller · Hollenstein · Kittel · Kišerlovski · Koeznetsov · Kotsjetkov · Lammertink · Machado · Martin · Mathis · Planckaert · Politt · Restrepo · Smit · Špilak · Würtz Schmidt · Zabel · Zakarin
Battaglin · Biermans · Boswell · Cras · Debusschere · Dowsett · Fabbro · Gonçalves · Guerreiro · Haas · Haller · Hollenstein · Kittel · Koeznetsov · Kotsjetkov · Navarro · Politt · Smit · Špilak · Strachov · Tanfield · Würtz Schmidt · Zabel · Zakarin
Ackermann · Baška · Benedetti · Bodnar · Buchmann · Burghardt · Drucker · Fabbro · Gamper · Gatto · Großschartner · Kämna · Konrad · Laas · Majka · McCarthy · Mühlberger · Oss · Poljański · Pöstlberger · J. Sagan · P. Sagan · Schachmann · Schelling · Schillinger · Schwarzmann · Selig
Ackermann · Aleotti · Baška · Benedetti · Bodnar · Buchmann · Burghardt · Fabbro · Gamper · Großschartner · Kämna · Kelderman · Konrad · Laas · Meeus · Oss · Palzer (vanaf 1 april) · Politt · Pöstlberger · J. Sagan · P. Sagan · Schachmann · Schelling · Schillinger · Schwarzmann · Selig · Walls · Wandahl · Zwiehoff
Aleotti · Archbold · Benedetti · Bennett · Buchmann · Fabbro · Gamper · Großschartner · Haller · Higuita · Hindley · Kämna · Kelderman · Koch · Konrad · Laas · Lührs · Meeus · Mullen · Palzer · Politt · Pöstlberger · Schachmann · Schelling · Uijtdebroeks · van Poppel · Vlasov · Walls · Wandahl · Zwiehoff · Lipowitz (stagiair)
Aleotti · Archbold · Benedetti · Bennett · Buchmann · Denz · Fabbro · Gamper · Haller · Higuita · Hindley · Jungels · Kämna · Koch · Konrad · Koretzky · Lipowitz · Lührs · Meeus · Mullen · Palzer · Politt · Schachmann · Schelling · Uijtdebroeks · van Poppel · Vlasov · Walls · Wandahl · Zwiehoff
D. Bais · M. Bais · De Cassan · Double · Fabbro · Fetter · Garosio · Gómez · Lonardi · Maestri · Á. Martín · D. Martín · Muñoz · Peñalver · Pietrobon · Piganzoli · Restrepo · Serrano · Sevilla · Tercero · Bagnara (stagiair) · Buttigieg (stagiair)  · Raccagni (stagiair)